# Gottfried Leygebe
Gottfried Christian Leygebe, auch Leigebe (geboren 1630 in Freistadt, Schlesien; gestorben 1683 in Berlin) war ein deutscher Bildhauer, Eisenschneider, Kupferstecher, Medailleur, Stempelmacher und Zeichner.

## Leben
Leygebe lebte seit 1645 in Nürnberg, wo er eine Ausbildung als Schwertfeger bei dem Waffenschmied Albrecht Liechtmann absolvierte. Er war auch ein Schüler von Erasmus Suter. Er spezialisierte sich auf die Gravur auf Eisen und bildete sich bei Georg Pfründt fort. 1653 hatte er eine eigene Werkstatt als Bildhauer. Er wurde 1664 als Stempelschneider in Nürnberg erwähnt und war 1667 erstmals in Berlin tätig. Er zeigte eine besondere Kunstfertigkeit in der Herstellung geschnittener Zierrate aus Eisen. Bekannt wurde er durch seine Degengefäße, Hirschfängergriffe oder Pistolenbeschläge sowie durch seine aus dem Eisen geschnittenen Jagden, Reiter oder Kriegswaffen. Der Fürst Heinrich Reuß zu Gera besaß ein auf das Jahr 1655 datiertes Stichblatt mit Degenknopf in Gestalt eines antiken Reiters. In den Jahren 1660 bis 1662 fertigte er aus einem Eisenblock eine Reiterstatuette Kaiser Leopolds I., die in das Schloss Rosenborg nach Kopenhagen kam. Ein weiteres Werk war das Abbild König Karls II. von England, dass ihn zu Pferde als Sankt Georg darstellt. In Berlin wurde dieses Werk für 600 Taler durch den Großen Kurfürsten erworben und 1667 als Geschenk an den Kurfürsten von Sachsen nach Dresden gesandt. Es kam dort in die Sammlung im Grünen Gewölbe.
Nach einem längeren Aufenthalt in Berlin, der durch Aufträge des Großen Kurfürsten und dessen schlechte Zahlungsmoral bedingt war, entschloss sich Leygebe dauerhaft in Berlin zu bleiben. Dies hatte zur Folge, dass er am 6. April 1668 eine Bestallung als Münzeisenschneider erhielt. Ihm wurde offiziell ein Gehalt von 400 Talern und freie Wohnung in der Münze zugesprochen. Trotz dieser Urkunde erhielt er weder die volle Bezahlung noch die Wohnung in der Münze. Er arbeitete nun als kurfürstlicher Münzstempelschneider und Medailleur. Zu seinen Arbeiten in Berlin zählen die Taler und Halbtaler, die zum Tod der Kurfürstin Louise Henriette von Brandenburg 1667 herausgegeben wurden. Seine Signatur ist G. L., G. LEIGEBE oder G. Leigebe AD VIV(um) FECIT (nach dem Leben modelliert). Teilweise kennzeichnete er seine Werke auch in der Form CGL als ineinander liegende Buchstaben.
Als Hauptwerk Leygebes gilt die geschnittene Eisenarbeit, die in das Neue Museum nach Berlin kam. Die 29 cm hohe Statuette zeigt den Großen Kurfürsten zu Pferde, der als St. Georg einen dreiköpfigen Drachen tötet (auch als Kampf gegen die Hydra bezeichnet). Die Herstellung dieses Werkes dauerte drei Jahre und wurde 1680 fertiggestellt. Er fertigte zudem 1660 ein Selbstbildnis, das von dem Radierer Andreas Greiff reproduziert wurde.

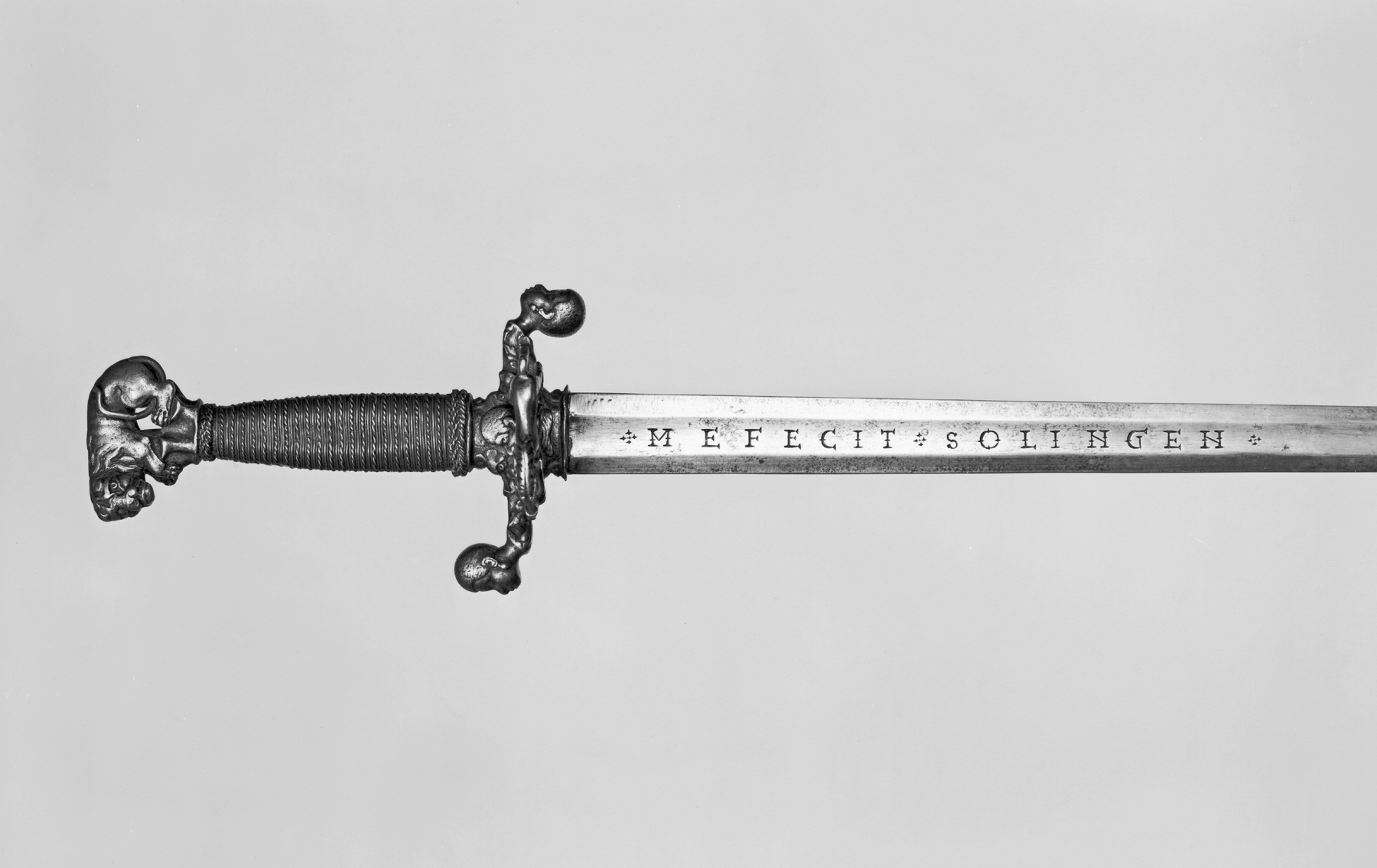
Griffstück (leichtes Schwert)
Verzierter Handschutz
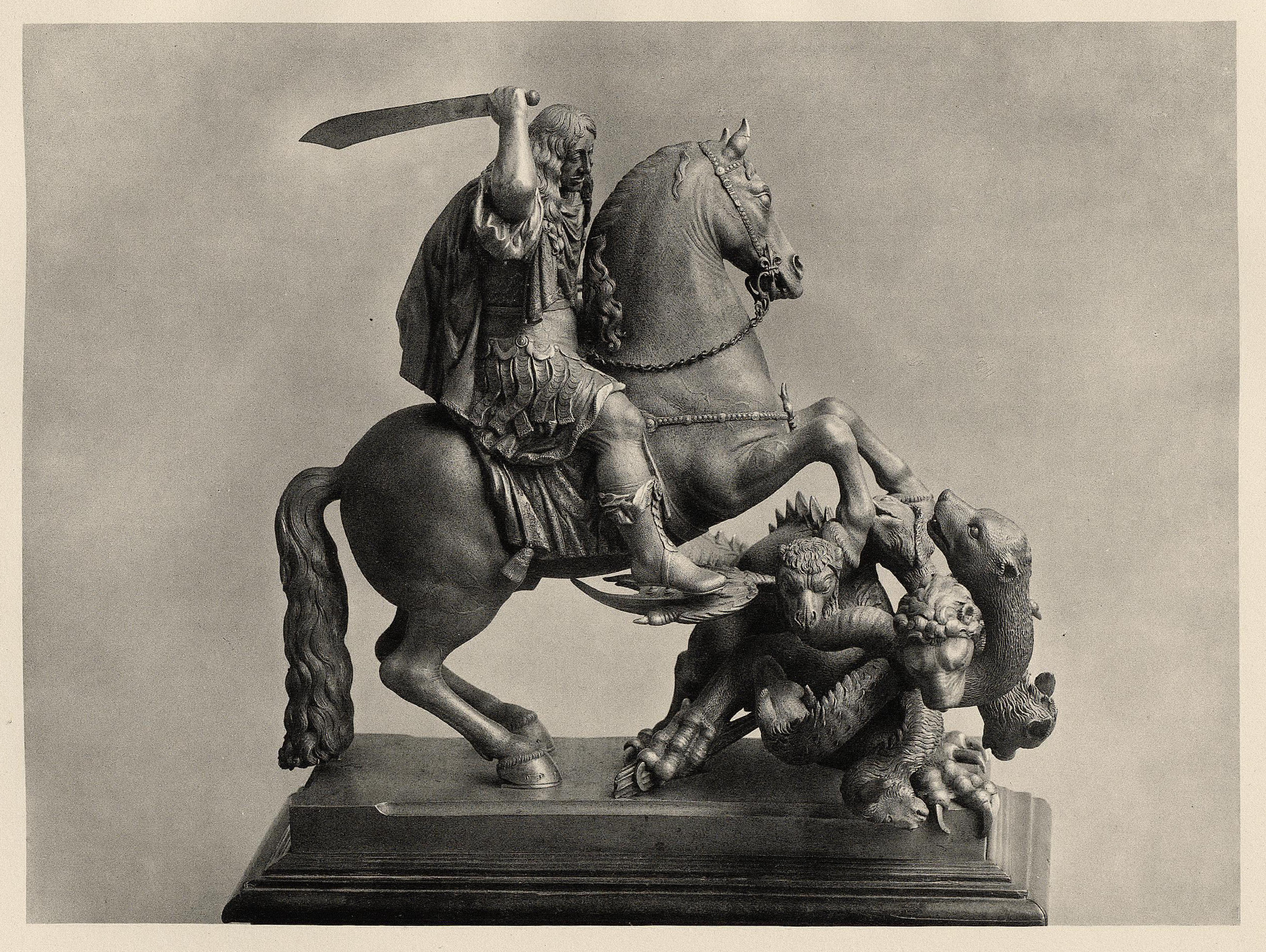
Karl II. als St. Georg

## Familie
Leygebe heiratete am 20. August 1656 Magdalena (geborene Lichtmann), eine Tochter seines Lehrmeisters, des Schwertfegers Albrecht Lichtmann. Sie hatten vier Söhne:
- Ferdinand Leygebe (geboren 1655) wurde Baumeister in Friedrichsburg in der Kolonie des Kurfürsten in Groß Friedrichsburg, wo er in jungen Jahren verstarb (Cape Coast Castle).
- Johann Christoph Leygebe (geboren 1661, gestorben etwa 1680) wurde Maler.
- Paul Carl Leygebe (geboren 1664, gestorben nach 1730), wurde Hofmaler und Professor an der Akademie in Berlin.[13]
- Balthasar-Gottfried Leygebe (geboren 1665, gestorben etwa 1680).